# Lazarus Geiger
 Lazarus Geiger  (* 21. Mai 1829 in  Frankfurt am Main; † 29. August 1870 ebenda) war ein deutscher Sprachforscher und Philosoph.

## Leben
Geiger war zuerst Buchhändler und studierte später klassische Philologie an den Universitäten Marburg, Heidelberg und Bonn. Im Gegensatz zu seinem Onkel Abraham Geiger, dem Vordenker des Reformjudentums, gehörte er zu den Anhängern des orthodoxen Judentums in Deutschland. Von 1861 bis zu seinem Tode war er Lehrer am Philanthropin in Frankfurt am Main. In seinen Hauptwerken (Ursprung und Entwicklung der menschlichen Sprache und Vernunft und Der Ursprung der Sprache) suchte er, neben Steinthal, die psychologisch-philosophische Methode auf die Sprachforschung anzuwenden. 
Der Vortrag Ueber den Farbensinn der Urzeit und seine Entwicklung, den Geiger auf der Konferenz in Frankfurt am Main im September 1867 gehalten hat, gilt als Beginn einer neuen sprachwissenschaftlichen Richtung, der linguistischen Archäologie. Im Jahr 1871 wurde dieser Bericht auf Deutsch veröffentlicht. 
Geigers Forschung ist bemerkenswert, weil der Autor vor Charles Darwin zur Anerkennung des Evolutionsprozesses kam und die Evolutionstheorie auf das Gebiet des Denkens und der Sprache anwandte. Geiger zufolge basiert die Sprache auf wenig bedeutenden Ausrufen, die den Interjektionen nahe sind (der Autor selbst nennt sie „Sprachschrei“). Laut Überlegungen des Wissenschaftlers ist die Sprache eine Quelle der menschlichen Gedankenaktivität, der Geist entwickelt sich daraus, und Geiger weist in dieser Entwicklung eine bestimmende Rolle nicht dem Hören, sondern der Sehkraft zu. Geiger zufolge haben die Menschen, wenn sie sich an die Wörter gewöhnt haben und ihre Empfänglichkeit für Laute und Lautunterschiede deutlich gestiegen ist, gemerkt, dass ihre Fähigkeit, Objekte zu unterscheiden, ebenfalls zugenommen hat.
Öffentliche Vorlesungen, die Lazarus Geiger zu verschiedenen Zeiten gehalten hat, wurden von seinem Bruder, Alfred Geiger, 1871 unter der Überschrift Zur Entwicklungsgeschichte der Menschheit veröffentlicht.

## Werke
- Ueber Umfang und Quelle der Erfahrungsfreien Erkenntniss. Frankfurt am Main 1865.
- Ursprung und Entwickelung der menschlichen Sprache und Vernunft.  Stuttgart 1868–1872, 2 Bde. (Digitalisat Bd. 1, Bd. 2)
- Der Ursprung der Sprache. Stuttgart 1869 (Digitalisat)
- Zur Entwicklungsgeschichte der Menschheit. 1871